# Kernel di Szegő
Nello studio matematico di diverse variabili complesse, il kernel di Szegő è un trasformata integrale che dà origine a un kernel che si riproduce su uno spazio di Hilbert naturale di funzioni olomorfe . Prende il nome dal suo scopritore, il matematico ungherese Gábor Szegő.
Sia Ω un dominio limitato in Cn con C2 di confine, e A(Ω) denota lo spazio di tutte le funzioni olomorfe in Ω che sono continui su {\displaystyle {\overline {\Omega }}}. Definito lo spazio di Hardy H2(∂Ω) come la chiusura in L2(∂Ω) delle restrizioni degli elementi di A(Ω) al bordo. L'integrale di Poisson implica che ogni elemento ƒ di H2(∂Ω) si estende a una funzione olomorfa Pƒ in Ω. Inoltre, per ogni z ∈ Ω, la mappa
{\displaystyle f\mapsto Pf(z)}
definisce un funzionale lineare continuo su H2(∂Ω). Per il teorema di rappresentazione di Riesz, questo funzionale lineare è rappresentato da un kernel kz, vale a dire
{\displaystyle Pf(z)=\int _{\partial \Omega }f(\zeta ){\overline {k_{z}(\zeta )}}\,d\sigma (\zeta ).}
Il kernel di Szegő è definito da
{\displaystyle S(z,\zeta )={\overline {k_{z}(\zeta )}},\quad z\in \Omega ,\zeta \in \partial \Omega .}
Come il kernel di Bergman, il kernel di Szeg è olomorfo in z. Infatti, se φi è una base ortonormale di H2(∂Ω) costituita interamente dalle restrizioni delle funzioni in A(Ω), allora un argomento del teorema di Riesz-Fischer mostra che
{\displaystyle S(z,\zeta )=\sum _{i=1}^{\infty }\phi _{i}(z){\overline {\phi _{i}(\zeta )}}.}